# Antioch VI Epifanes Dionizos
Antioch VI Epifanes Dionizos (ur. między 150 a 145 p.n.e., zm. 138 p.n.e.) - władca Syrii z dynastii Seleukidów, syn Aleksandra Balasa i Kleopatry Thei córki Ptolemeusza VI, władcy Egiptu.
Aleksander Balas powierzył syna zaprzyjaźnionemu szejkowi arabskiemu. Antioch VI został odnaleziony przez Diodotosa Tryfona, komendanta garnizonu Apamei, który w 142 p.n.e. wysunął go na tron jako kontrkandydat Demetriusza II, syna Demetriusza I Sotera.
Nowy władca był tylko marionetką w rękach Tryphona, który sprawował rzeczywistą władzę. W 138 p.n.e. Antioch VI został z rozkazu Diodotosa zamordowany.
Historię Antiocha VI Epifanesa Dionizosa opisuje 1 Księga Machabejska. Dowody numizmatyczne wskazują, że został ubóstwiony za życia.